# Jonathan Littell
Jonathan Littell (New York, 10 oktober 1967) is een Amerikaanse schrijver die in het Engels debuteerde, maar sindsdien vooral in het Frans schrijft. Zijn debuut was de sciencefictionroman Bad Voltage (1989). Zijn tweede roman, Les bienveillantes (De welwillenden in de Nederlandse vertaling) werd bekroond met de Prix Goncourt van 2006. Eerder won hij de Grand Prix du Roman voor dit werk.

## Biografie
Zijn familie is van Russisch-Joodse afkomst en is aan het einde van de 19de eeuw geëmigreerd naar de Verenigde Staten. Zijn vader is de thrillerauteur Robert Littell. Jonathan is in New York geboren in een Joodse familie. Hij studeerde aan de Yale-universiteit, maar bracht zijn kindertijd grotendeels door in Frankrijk. Littell is gehuwd met een Belgische en woont in Barcelona.
Gedurende zijn kindertijd was hij bang om als soldaat naar Vietnam gestuurd te worden. Na drie jaar studie aan Yale werkte hij voor humanitaire organisaties in brandhaarden als de Balkan, Tsjetsjenië, Afghanistan, Congo.

## De welwillenden (Les bienveillantes)
In 2001 legde hij zijn humanitaire activiteiten neer en startte met het vooronderzoek tot en het schrijven van zijn tweede roman, Les bienveillantes, die zich afspeelt in de Tweede Wereldoorlog en aan het oostfront, gezien vanuit de ogen van een gecultiveerde SS-officier, Maximilien Aue. Vanwege zijn Joodse afkomst is Littell veel geconfronteerd geworden met het thema - al is zijn directe familie gespaard gebleven bij de Holocaust. De Tweede Wereldoorlog is het centrale thema van Les bienveillantes. Om zich voor te bereiden voor deze roman las hij meer dan tweehonderd werken over nazi-Duitsland, bezocht hij Holocaustarchieven en reisde naar Polen, Oekraïne en Rusland.
De roman over een ik-figuur, een voormalige SS-Obersturmbannführer die na jaren zijn herinneringen optekent, leest als een autobiografie. De lezer wordt regelmatig aangesproken. De scènes met gruwelijkheden worden afgewisseld met filosofische discussies en vooral veel machtspelletjes in de bureaucratie van de nazi's.
De titel verwijst direct naar het derde deel van de Orestie. Daarin worden de Erinyen (Wraakgodinnen) ten tonele gevoerd. Na allerlei verwikkelingen besluiten deze hun leven te beteren om in het vervolg als Eumeniden (Welwillenden) door het leven te gaan.
Van het ruim 900 bladzijden tellende boek Les bienveillantes dat in 2006 verscheen, is in november 2008 een Nederlandse vertaling bij de Arbeiderspers De welwillenden verschenen.
In 2016 bewerkte Guy Cassiers en Erwin Jans voor Toneelgroep Amsterdam en Toneelhuis het boek tot een theaterstuk met Hans Kesting als Maximilien Aue.